# Кужатоя
Кужатоя (устар. Кужат-оя) — река в России, протекает по территории Кемского и Калевальского районов Карелии. Устье реки находится в 123 км по левому берегу реки Кеми. Длина реки — 29 км, площадь водосборного бассейна — 232 км².
Высота устья — 85,1 м над уровнем моря.

## Данные водного реестра
По данным государственного водного реестра России относится к Баренцево-Беломорскому бассейновому округу, водохозяйственный участок реки — Кемь от Юшкозерского гидроузла до Кривопорожского гидроузла. Речной бассейн реки — бассейны рек Кольского полуострова и Карелии, впадает в Белое море.